# L'ultimo porto
L'ultimo porto (God Gave Me Twenty Cents) è un film muto del 1926 diretto da Herbert Brenon. La sceneggiatura si basa su God Gave Me Twenty Cents di Dixie Willson, un racconto breve pubblicato nel luglio 1926 su Hearst's International-Cosmopolitan.

## Distribuzione
Il copyright del film, richiesto dalla Famous Players Lasky Corp., fu registrato il 25 novembre 1926 con il numero LP23658.
Il film, presentato da Jesse L. Lasky e Adolph Zukor, fu proiettato in prima a New York il 10 novembre 1926.
Non si conoscono copie ancora esistenti della pellicola che viene considerata presumibilmente perduta
.